# ۳۸۶ (قمری)
۳۸۶ (قمری)، سیصد و هشتاد و ششمین سال در گاهشماری هجری قمری است. اول محرم این سال برابر با سی‌ام ژانویه سال ۹۹۶ میلادی است.

## وابسته
- خلفای فاطمی
- آل عراق